# Burg Hohensolms

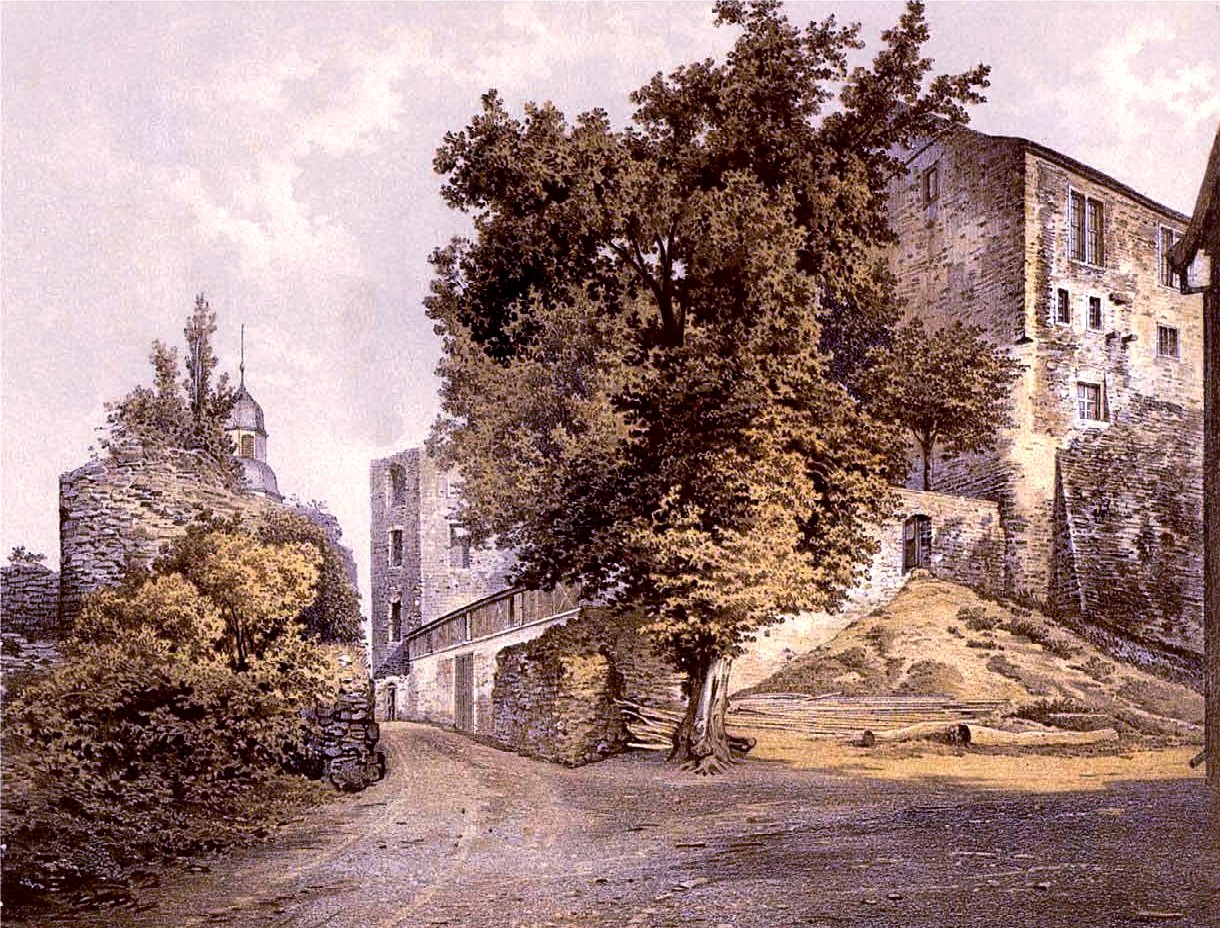
Burg Hohensolms um 1860, Sammlung Alexander Duncker

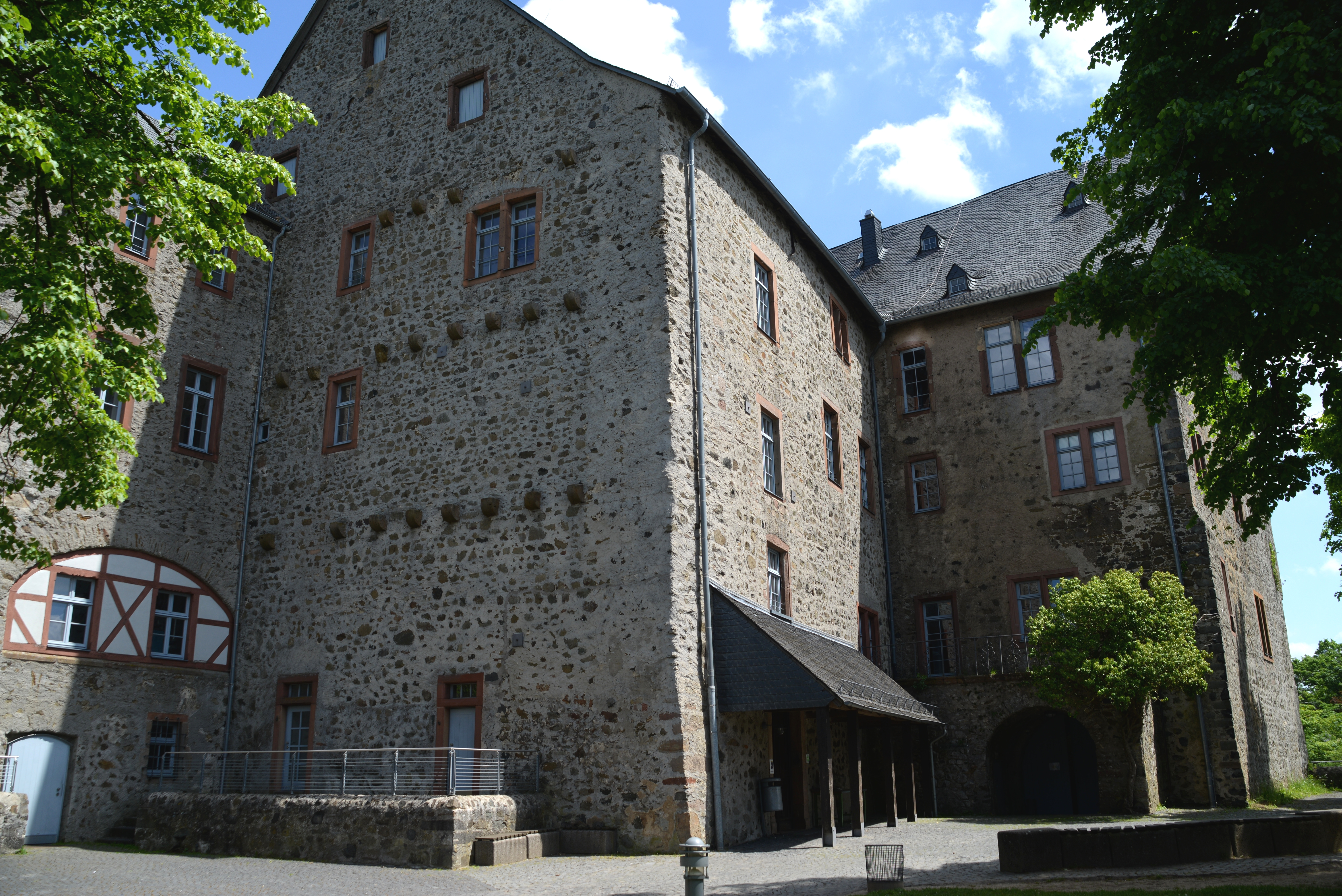
Burg Hohensolms

Die Burg Hohensolms, auch Neu-Hohensolms genannt, ist eine Höhenburg auf dem sogenannten „Ramsberg“ rund 430 m ü. NN in dem gleichnamigen Ortsteil der Gemeinde Hohenahr im Lahn-Dill-Kreis in Hessen.

## Geschichte
Die Burg wurde 1350 durch die Grafen von Solms erbaut. Sie ersetzte die 1349 durch die Reichsstadt Wetzlar zerstörte Burg Alt-Hohensolms, die rund 2 Kilometer weiter südlich auf dem Altenberg lag.
In den Auseinandersetzungen mit der Reichsstadt Wetzlar wurde Neu-Hohensolms 1356 und 1363 teilweise zerstört.
Mit dem Tode des Grafen Johann III. von Solms-Burgsolms (1405–1415) starb diese Linie der Grafen von Solms aus. Burg und Herrschaft kamen an den Grafen Bernhard II. von Solms-Braunfels (1409–1459). Schon bald darauf kamen Burg und Herrschaft durch eine Teilung 1420 an die Herren von Solms-Lich.
Die Baugeschichte lässt sich mangels schriftlicher Unterlagen nur bruchstückhaft nachvollziehen. Vermutlich war es Graf Philipp von Solms-Lich (1468–1544), der die Burg Anfang des 16. Jahrhunderts schlossartig ausbauen ließ. In dieser Zeit entstand auch der größte Teil des heutigen Hauptgebäudes.
1579 teilten sich die Grafen von Solms-Lich in die Linien Lich, Hohensolms und Butzbach. Die Anlage wurde Residenz der Grafen von Solms-Hohensolms. Zwei Jahrzehnte später kam mit dem Erlöschen der Linie Solms-Hohensolms im Jahre 1600 die Anlage zu gleichen Teilen an Solms-Lich und Solms-Butzbach.
Die Butzbacher Linie des Grafenhauses verlegte 1629 ihre Residenz auf die Burg und nannte sich fortan nach dieser Solms-Hohensolms. Während diese Linie ihren Teil der Anlage unterhielt und pflegte, ließen die Grafen von Solms-Lich den ihrigen verfallen.
Mit den Gebäuden im nordwestlichen Burghof verschwand im 18. Jahrhundert auch der hohe, achteckige Bergfried, wobei nicht bekannt ist, ob er verfiel oder abgebrochen wurde.
In der zweiten Hälfte des 17. Jahrhunderts unterhielt Graf Ludwig von Solms-Hohensolms (1646–1707) in einem Teil der Burg eine Münzstätte.
Die Linie Solms-Lich starb 1718 aus, durch Vereinigung mit Solms-Hohensolms entstand die Linie Solms-Hohensolms-Lich. Die mittlerweile schlossartig ausgebaute Burg diente der gräflichen Familie auch nach 1718  noch bis in die 1760er Jahre als Residenz. Danach verlegte Graf Carl Christian von Solms-Hohensolms-Lich (1725–1803) seinen Wohnsitz nach Lich. In der Folge wurde die Anlage nur noch unregelmäßig als Witwensitz beziehungsweise Sommersitz genutzt.
Im Jahre 1910 weilte die russische Zarenfamilie zu einem kurzen Besuch auf der Burg.
Von 1924 bis zu ihrer Auflösung im Jahre 1936 übernahm die Christdeutsche Jugend die Anlage als Bundesheim. Von 1943 bis 1946 waren in den Gebäuden Flüchtlinge und Bombenevakuierte untergebracht. Seit 1952 unterhielt die Evangelische Kirche in Hessen und Nassau verschiedene Einrichtungen – überwiegend zur Jugendarbeit – in der Anlage (auch wenn die Burg auf dem Gebiet der Evangelischen Kirche im Rheinland liegt).
Im Jahr 2022 wurde die Burganlage an die Carpe Diem Hohensolms GmbH verkauft, die ursprünglich beabsichtigte, darin eine private Ganztagsschule mit Internat einzurichten. Die GmbH hat 2024 jedoch Insolvenz angemeldet. Im Oktober 2024 wurde die Burg zum Kauf angeboten.

## Baubestand
Das Haupthaus ist ein T-förmiger Gebäudekomplex, dessen Kern auf das 14. Jahrhundert zurückgeht. Es besteht aus dem ältesten Wohnbereich, der als Palas oder Wohnturm anzusprechen ist, sowie dem später entstandenen „Neuen Bau“. Die einzelnen Geschosse wurden durch Treppentürme erschlossen.
Zur Angriffsseite nach Osten hin wurde der Palas von einer starken Schildmauer und einem vorgelagerten Halsgraben geschützt. Zwischen Palas und Schildmauer hindurch führte der ursprüngliche Burgweg auf den Innenhof. Im 15. Jahrhundert wurde diese Gasse dann mit einem weiteren Wohngebäude – Neuer Bau genannt – überbaut. Die ehemalige Schildmauer wurde dabei als Außenwand in den Neubau einbezogen.
Das Hauptgebäude war im Laufe der Zeit noch mehrfachen Änderungen unterworfen, wie vermauerte Arkaden an der Ostwand sowie ein verschlossener Mauerbogen über dem Haupteingang belegen. Spätestens mit dem Aufsetzen des heutigen Dachstuhls – wahrscheinlich um 1621/22 – war der heutige Baukörper dann aber im Wesentlichen komplett.
Während die meterdicken Außenmauern mit ihren massiven Steinwänden noch auf die einstige Verteidigungsfunktion hinweisen, bestehen die Innenwände der denkmalgeschützten Anlage zumeist aus Stroh-Lehm-Fachwerk. Zu den ältesten Teilen im Innern gehören der Rittersaal mit tragender Mittelsäule, dekorativem Kreuzgratgewölbe und Wandvertäfelungen aus dem 18. Jahrhundert sowie die frühere Küche, die heute die Burgschänke enthält. Der hölzerne Innenausbau der Obergeschosse geht bis auf das 17. Jahrhundert zurück. Im einstigen herrschaftlichen Schlafgemach sind bedeutende Teile einer barocken Alkovenrahmung sowie eine Wappendarstellung an der Decke erhalten. Der Raum dient heute als Kapelle und Trauzimmer. Reste eines schön verzierten Alkovens finden sich auch im Raum Cordier. In anderen Räumen verweisen repräsentative Wand- und Deckenvertäfelungen sowie Ofennischen mit Muscheldekor auf die einstige Nutzung als herrschaftliche Residenz.
Besonderen Stellenwert hat das dem einstigen Palas vorgelagerte Treppenhaus mit seiner Holztreppe aus dem 18. Jahrhundert. Bei der Treppenkonstruktion mit ihrer reich geschnitzten Brüstung handelt es sich um eine der ältesten freitragenden Holztreppen dieser Größenordnung überhaupt.
Unter dem Hauptgebäude befinden sich tiefe Kellergewölbe und ein Brunnenschacht. Im Kapellengang hat sich außerdem eine Toilettenanlage aus der Zeit um 1900 erhalten. An die Außenwände sind zwei Aborterker angelehnt.

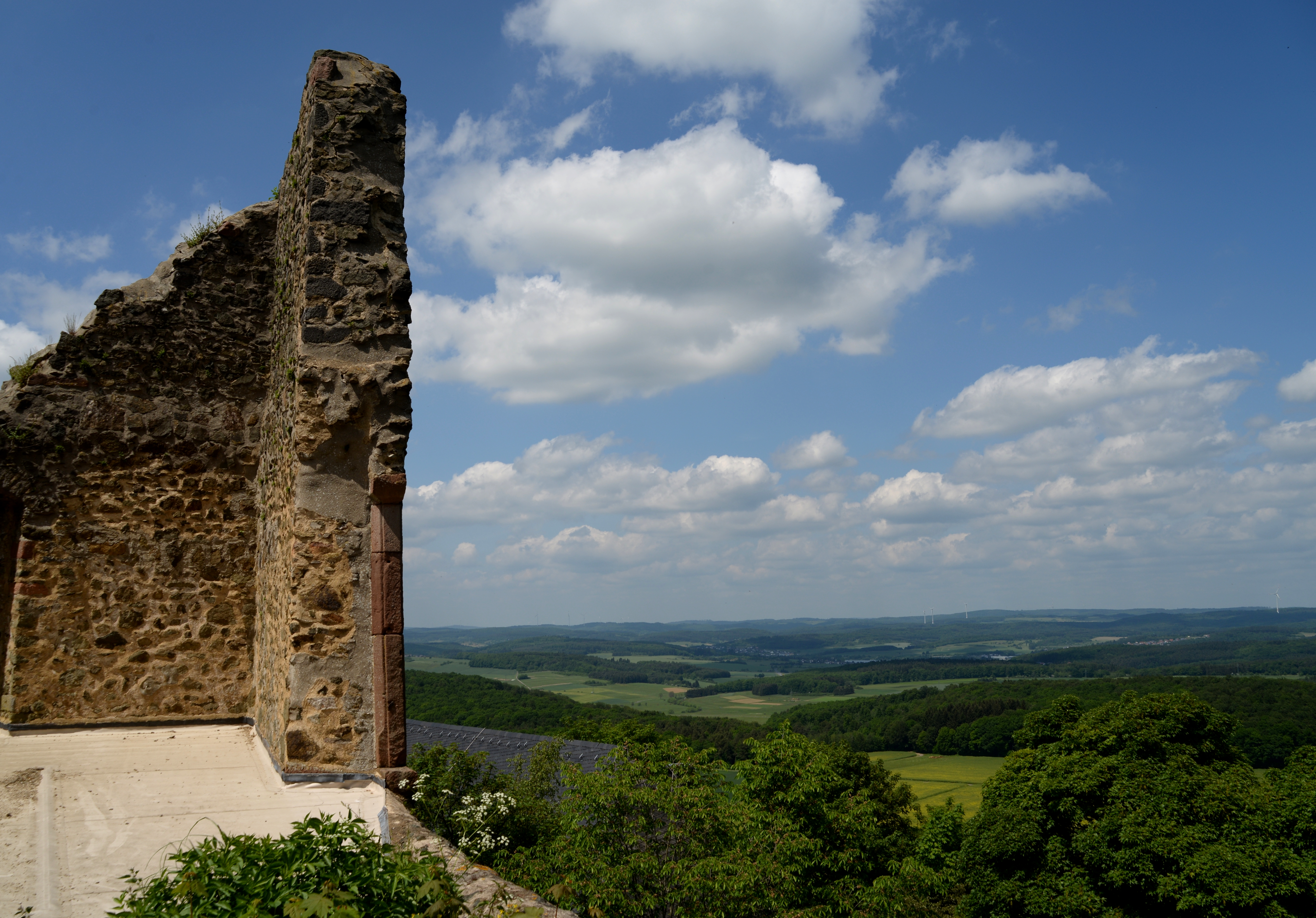
Ruine der einstigen Gebäude im Nordwesten mit der sogenannten Münz; Blick nach Norden – hinter dem Aartalsee am Horizont die Angelburg

Im Nordwesten des Burghofs schließen sich die Ruinen des mittelalterlichen Palas und des Münzturms (Rosengärtchen) an. In diesem Bereich stand früher auch der Bergfried, der im 18. Jahrhundert verschwunden ist.
Nach Süden und Westen wird der Burghof von den Gebäuden des Marstalls (Mitte 18. Jh.), des Eulenturms und des Heubodens umschlossen. Nach Westen springt aus dem Gebäudeensemble die einstige Regenhalle (heute Regenbogenhalle) hervor. Unter dem Hof und der Münz haben sich außerdem Reste von Kasematten erhalten.
Der heutige Zugang zum Burghof erfolgt durch einen Gewölbetunnel im Westen der Kernburg. Davor steht ein jüngeres Torhaus, das nach einer Inschrift im Torweg jedoch im Kern noch auf das Jahr 1580 zurückgehen dürfte.
Die 1448 errichtete Burgkapelle mit der herrschaftlichen Gruft ist heute Pfarrkirche des Ortes Hohensolms. Im gegenüberliegenden Renteigarten liegt ein Sandsteinbecken mit Dreipassfries, bei dem es sich um einen ehemaligen Taufstein handeln könnte.
Drei Mauerringe umgeben die Kernburg. Die äußere Ringmauer, die im Norden einen Zwinger umfasst, wird dort von einer Rundwarte und an der östlichen Ecke von einem starken Batterieturm des 16. Jahrhunderts verstärkt. Im Süden schließt der äußere Mauerring den mittelalterlichen Ortskern von Hohensolms (Tal) und im Nordwesten einen Wirtschaftshof mit ein. Von dem einstigen Hofgut haben sich neben dem Verwalterhaus noch etliche Wirtschaftsgebäude erhalten.
Der Zugang zum Tal erfolgt über eine gut erhaltene Doppeltoranlage. Unmittelbar dahinter befindet sich das Gebäude der „Wacht“, die lange Zeit als Wachlokal und Stockhaus (Gefängnis) gedient hat. Von einem weiteren Tor am Eingang des Burggeländes hat sich nur noch ein Flankenturm erhalten.

## Außen- und Innenansichten

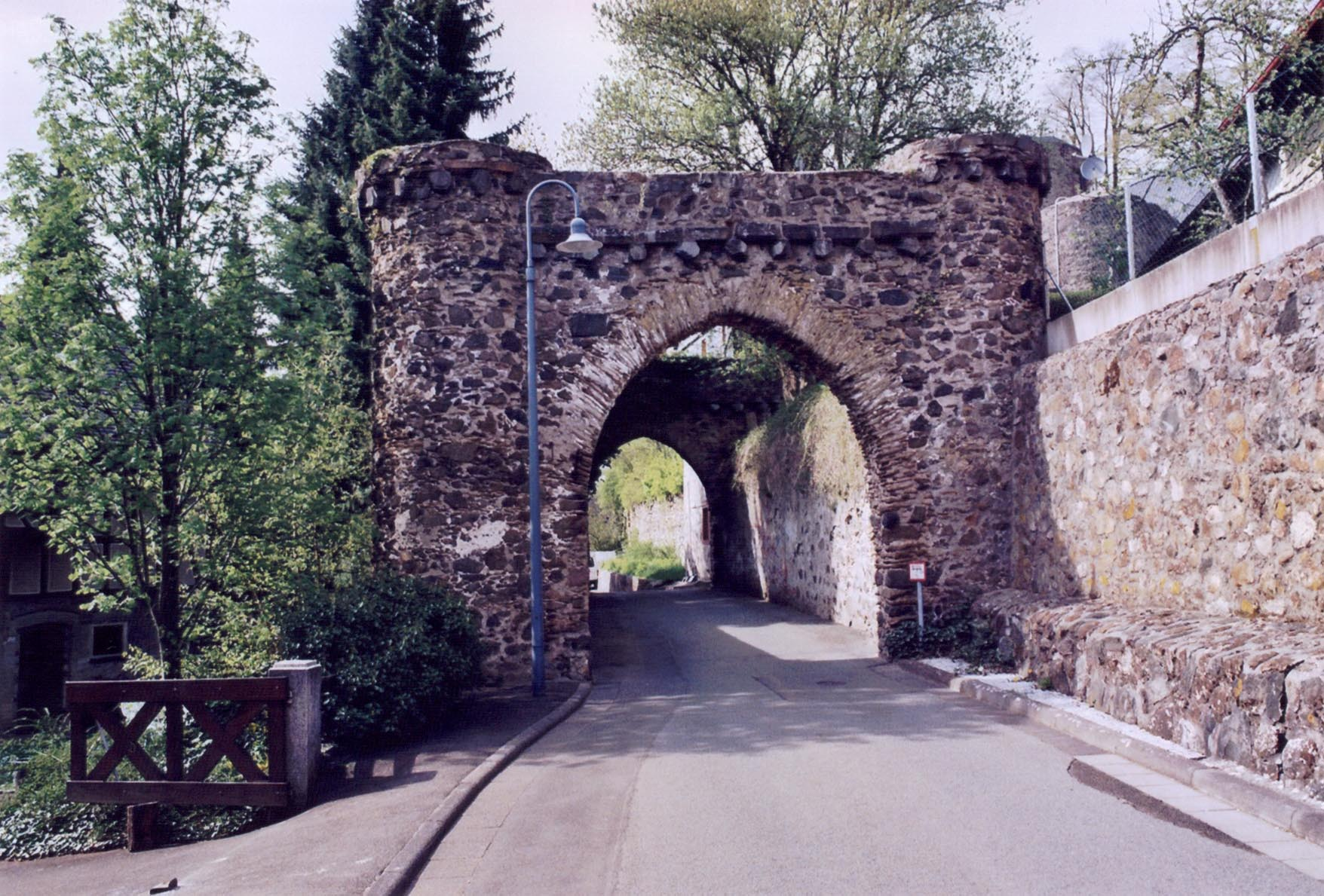
Toranlage im Ort
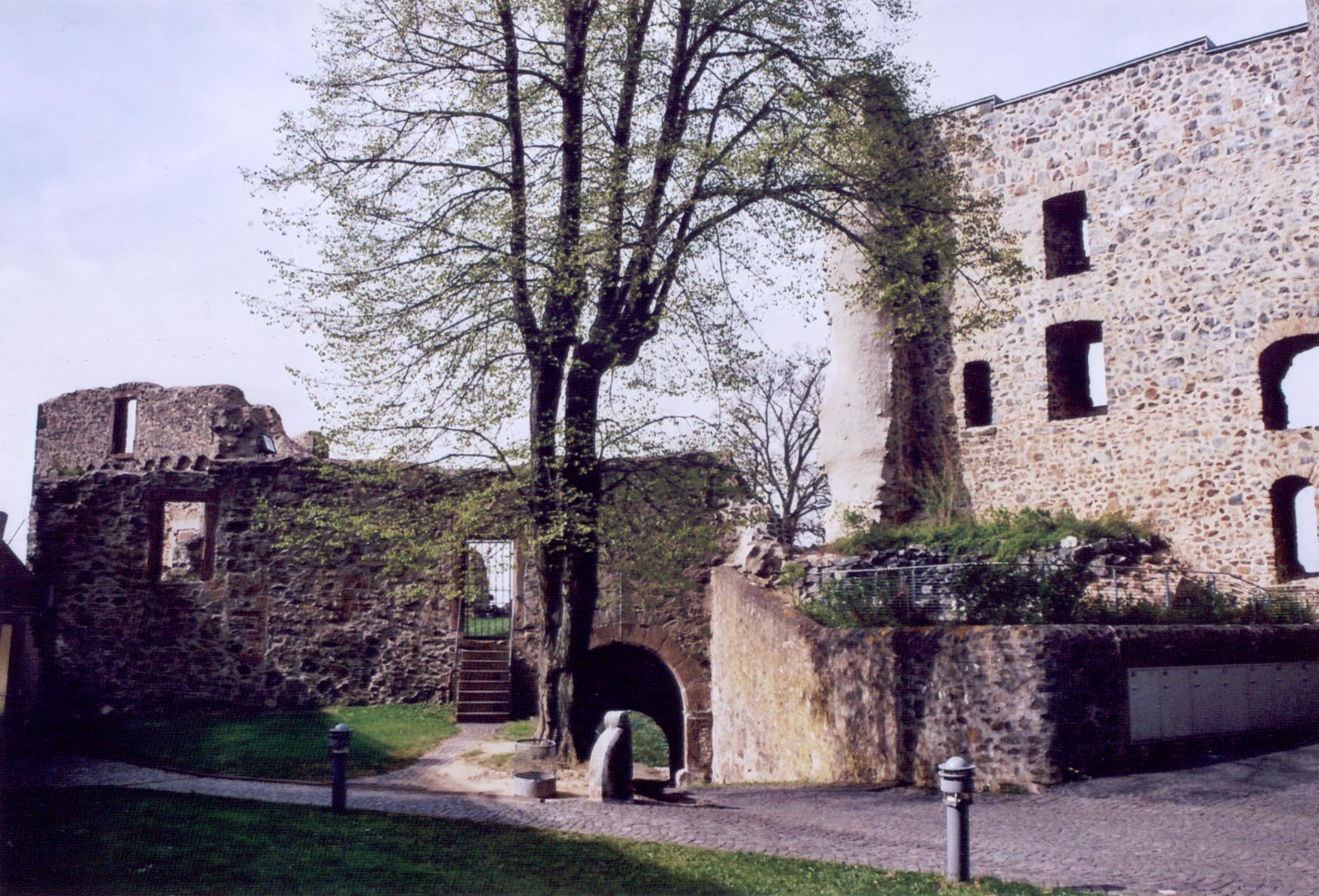
Ruine im Westteil der Kernburg
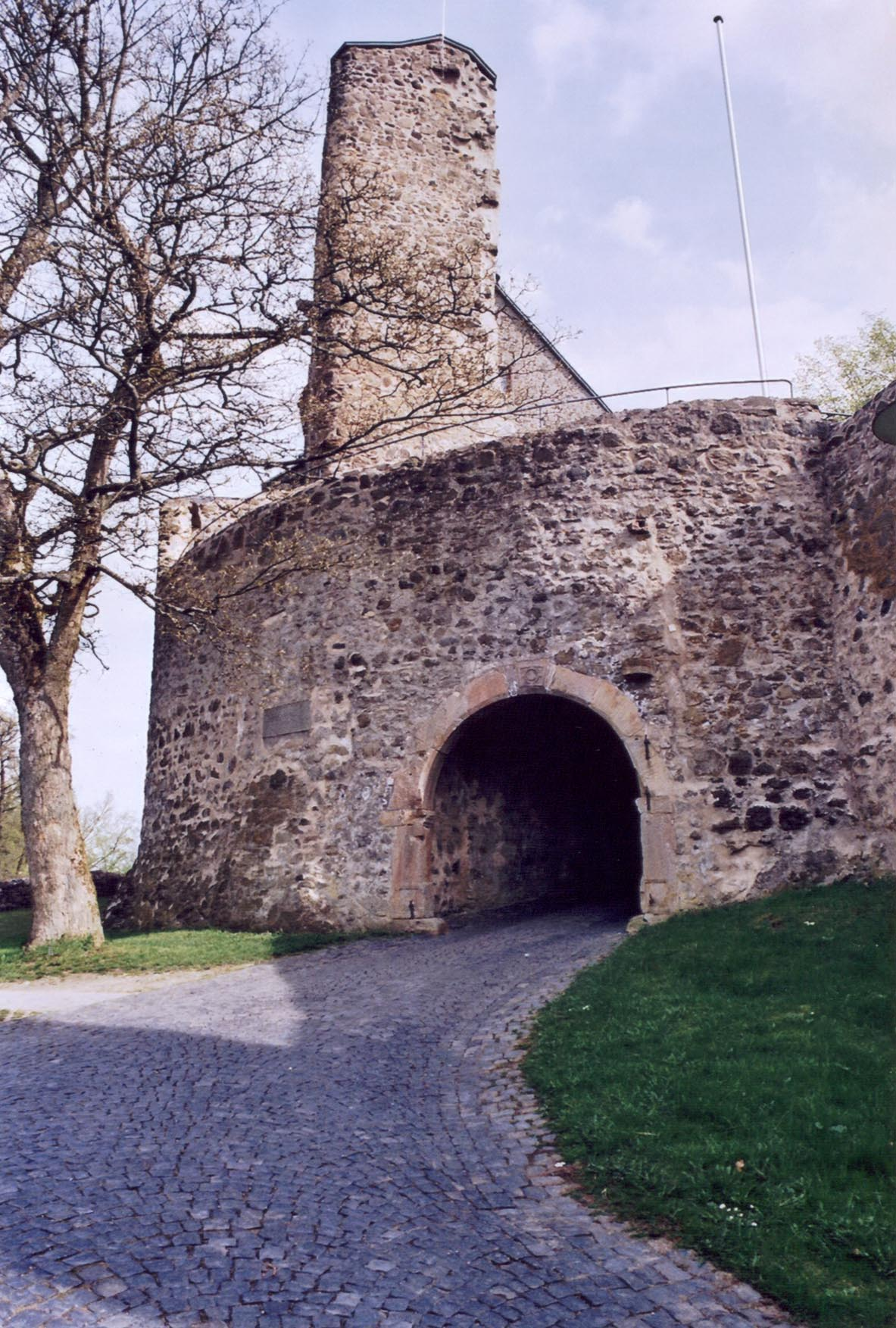
Toranlage zur Kernburg
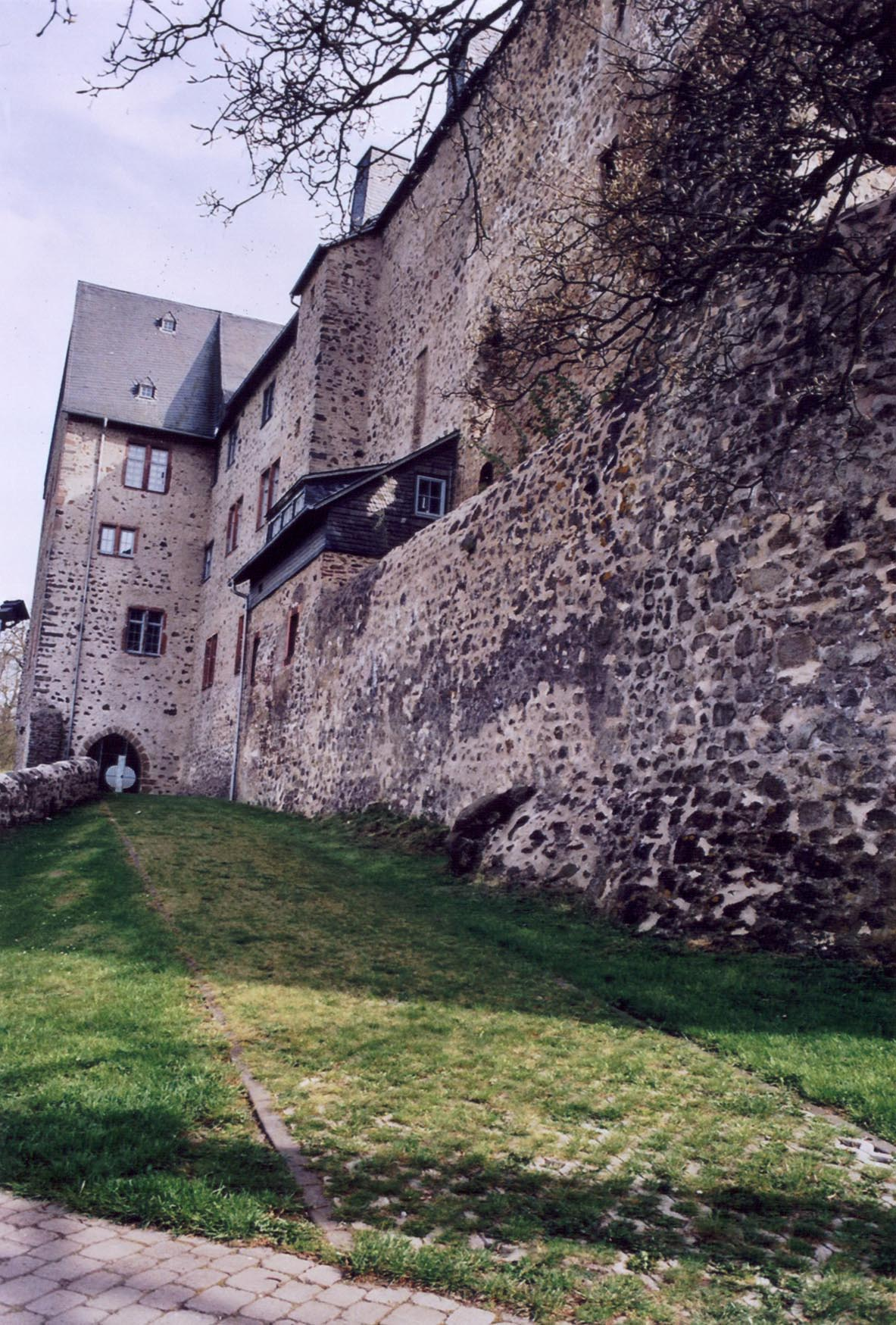
Nordseite
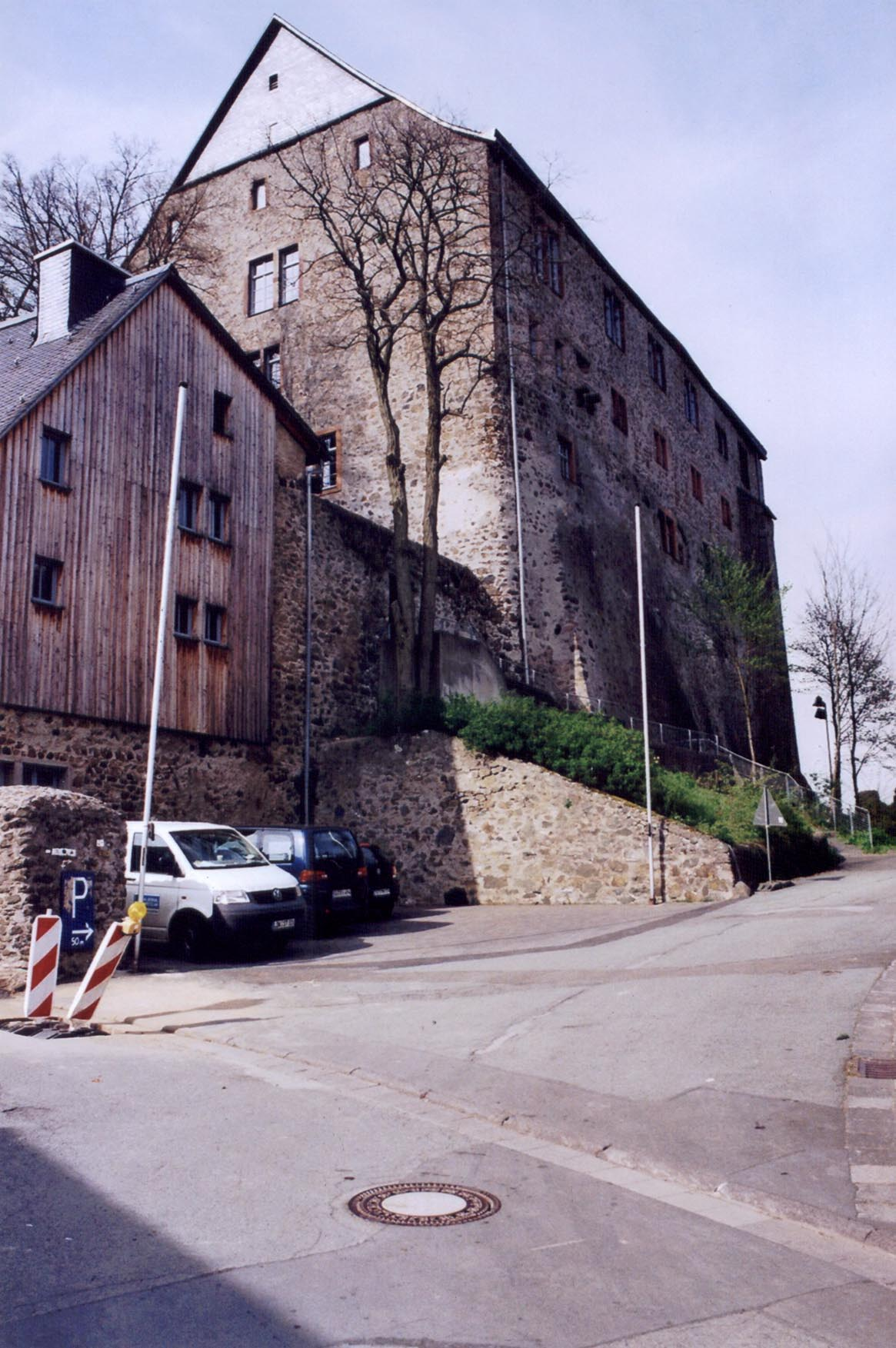
Südseite
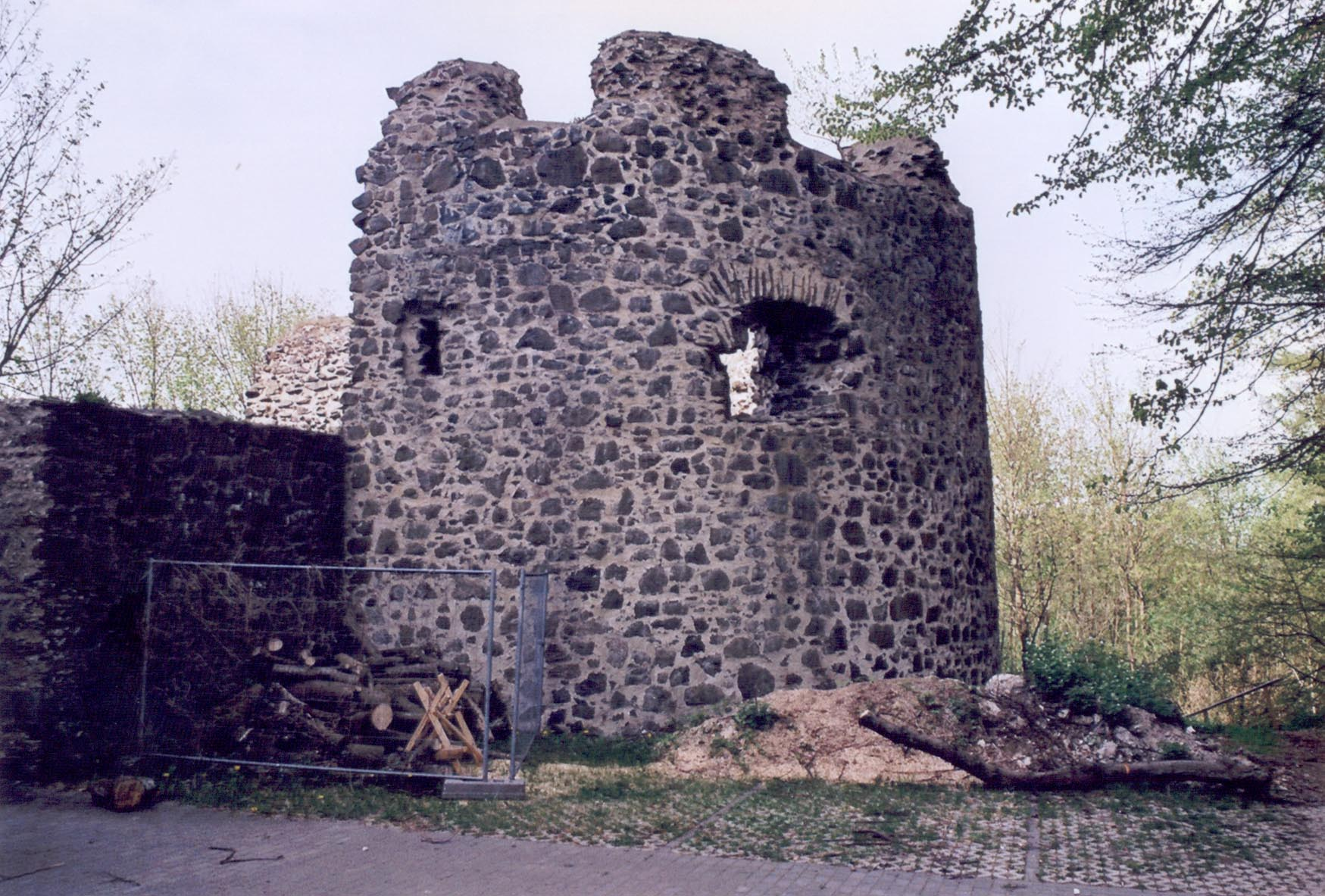
Batterieturm
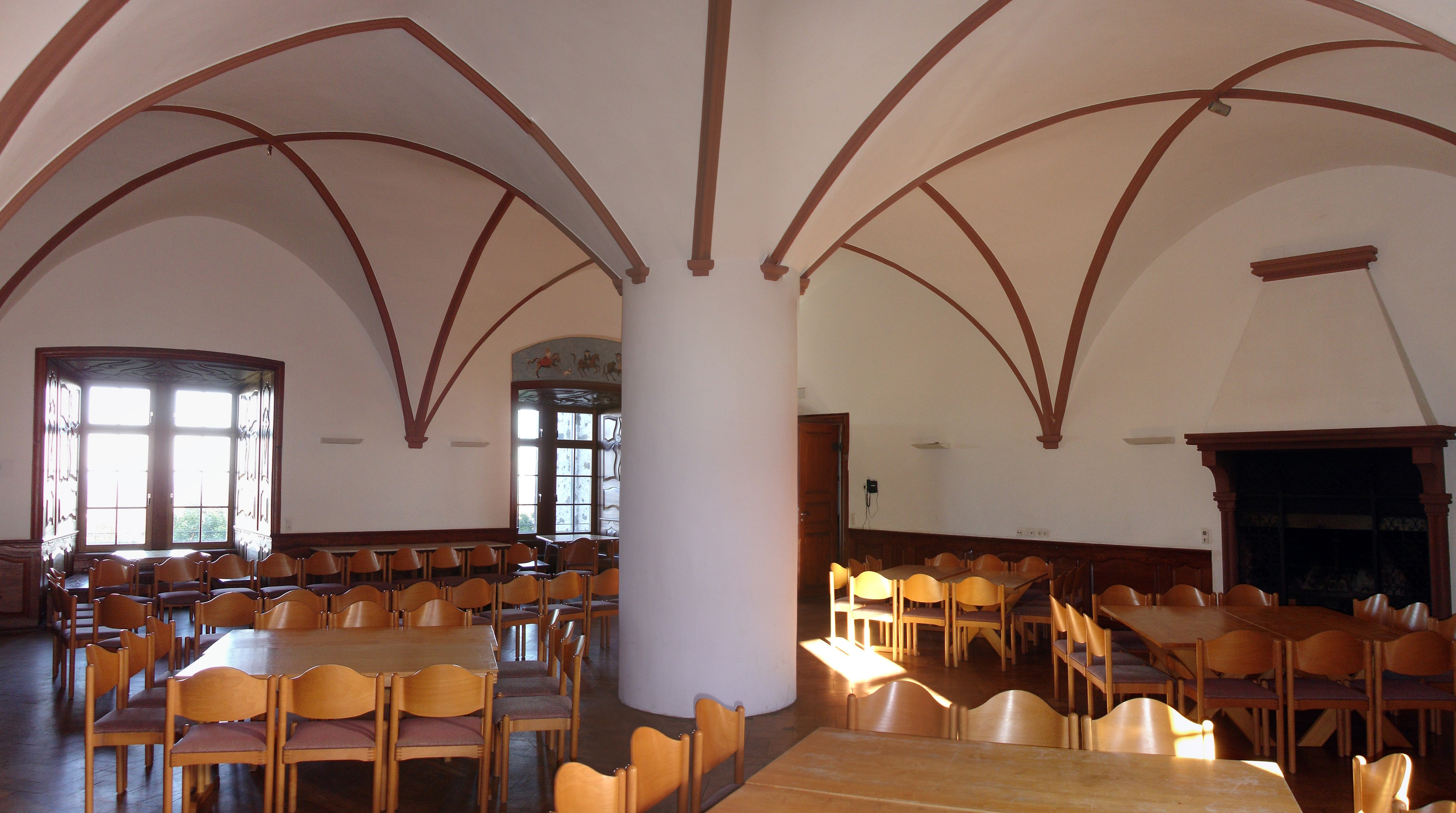
Rittersaal
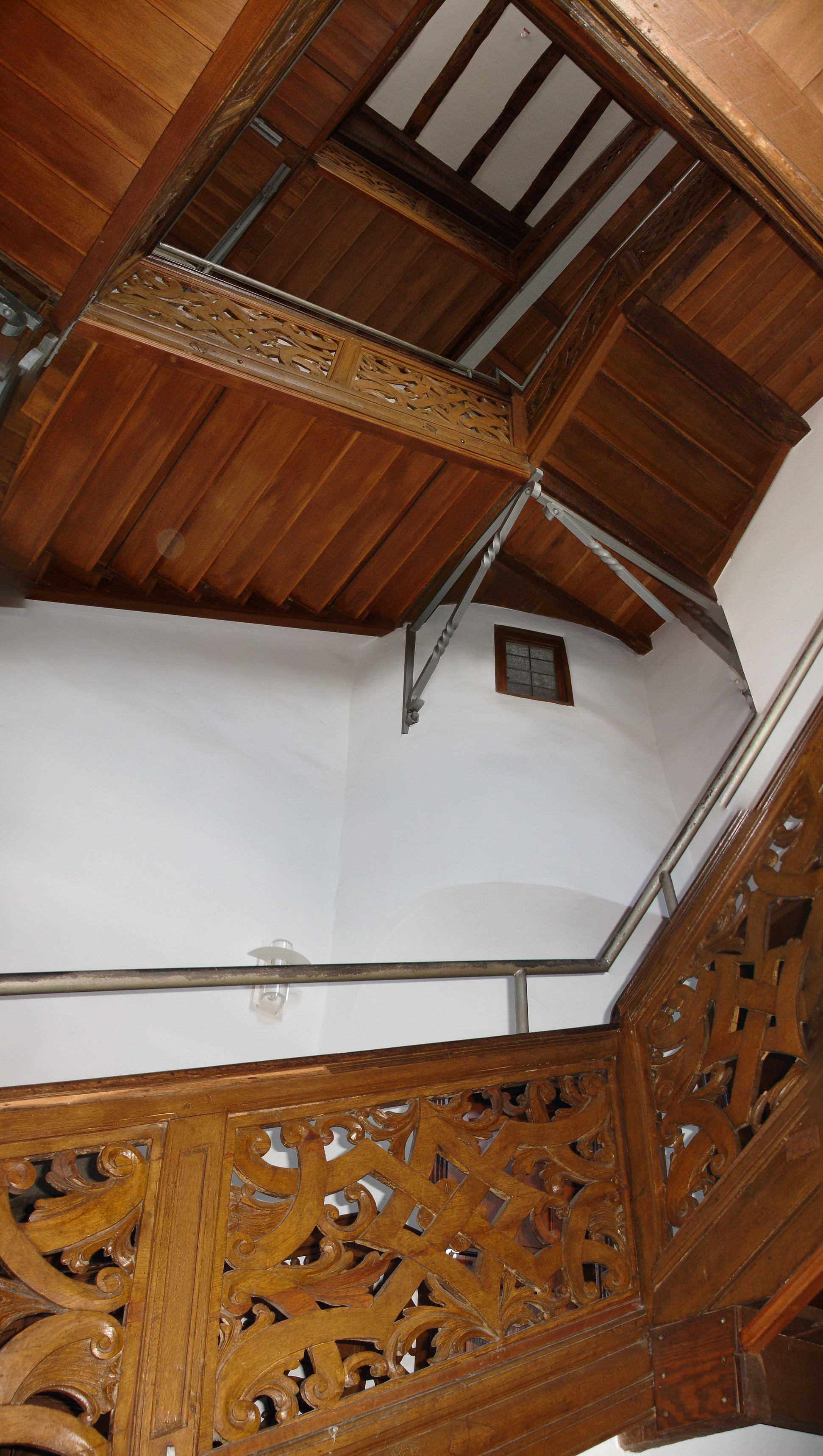
Treppenhaus
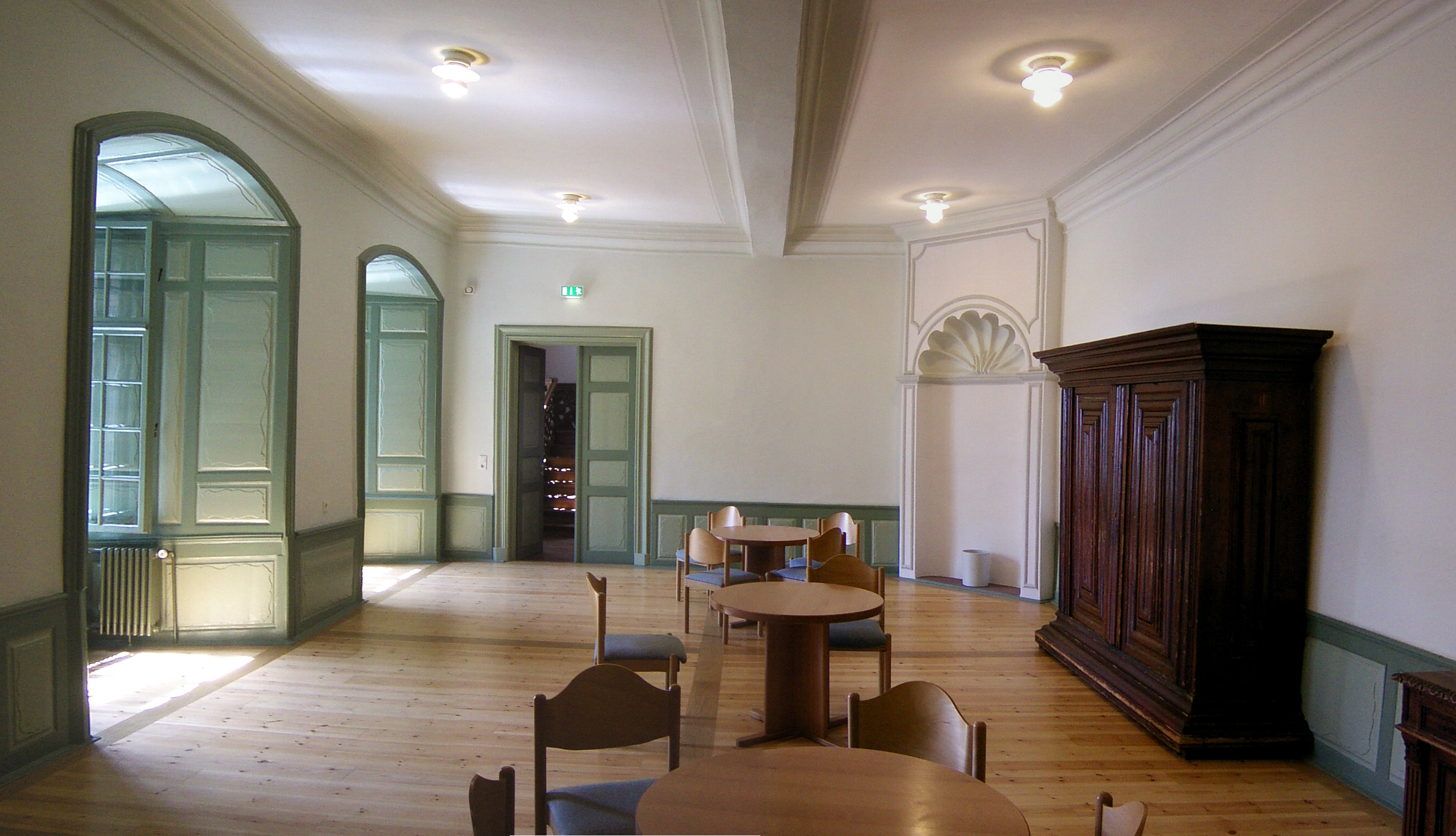
Grüner Saal
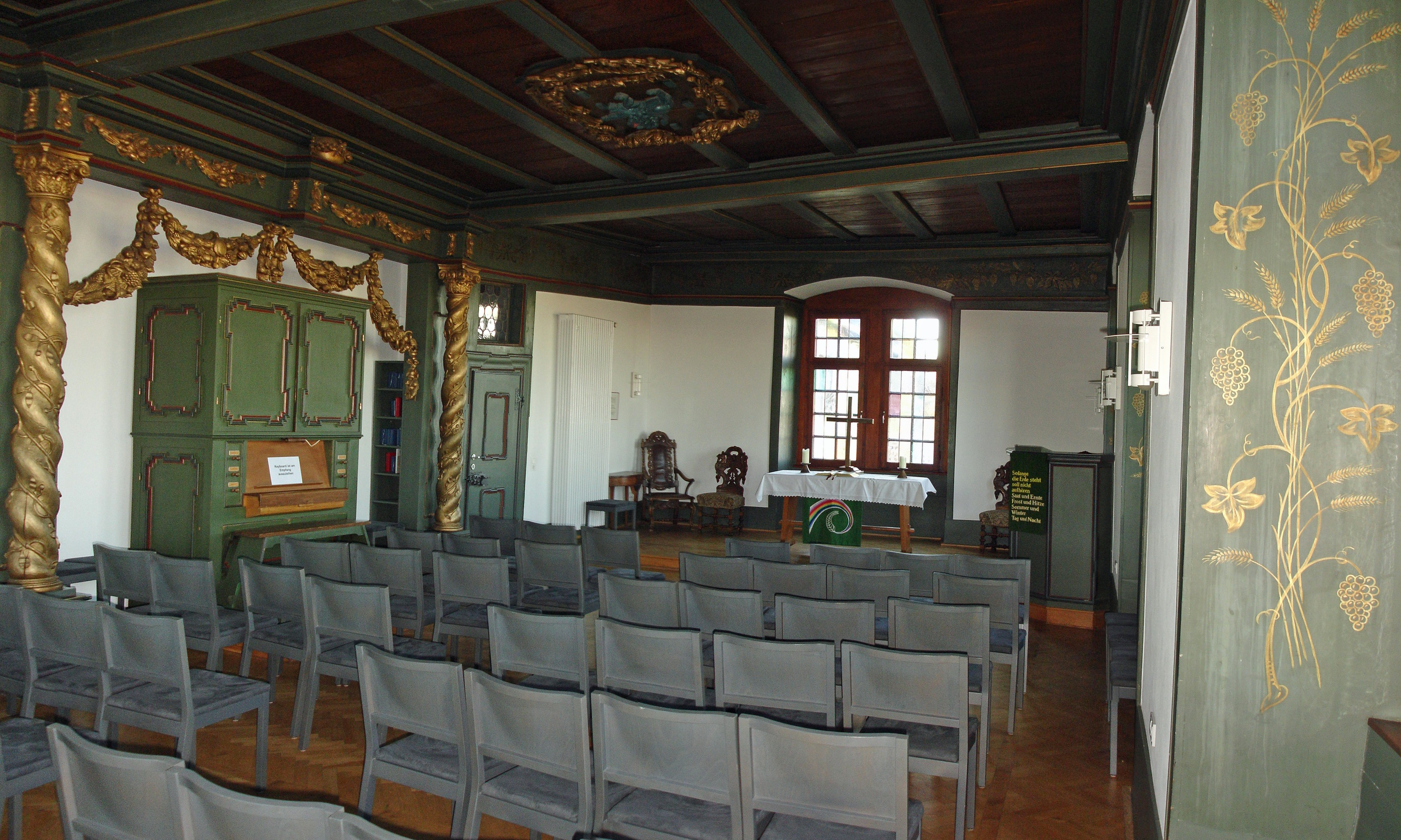
Kapelle im einstigen Schwarzen Gemach